# Friedrich August von Alberti
Friedrich August von Alberti (Stuttgart, 4 de septiembre de 1795-Heilbronn, 12 de septiembre de 1878) fue un geólogo alemán que reconoció la uniformidad de los tres conjuntos de estratos característicos que componen el período Triásico (del latín trias, que quiere decir "tríada"), en un ensayo de 1834 titulado Monographie des Bunten Sandsteins, Muschelkalks und Keupers, und die Verbindung dieser Gebilde zu einer Formation ("Monográfico sobre las areniscas coloreadas, las calizas con conchas y las margas, y de la unión de estos componentes en una formación"). A partir de la similitud de los fósiles que contienen las tres unidades (Buntsandstein, Muschelkalk y Keuper), von Alberti dedujo que pertenecían a una sola formación, el Triásico, hoy en día clasificada como sistema (como unidad cronoestratigráfica), dando lugar a su periodo equivalente (como unidad geocronológica).
Friedrich August von Alberti nació y creció en Stuttgart, donde asistió a la Escuela Militar. Después de la Escuela Militar, fue a Rottweil, una pequeña ciudad situada a 100 km al sur de Stuttgart. Allí aprendió el sistema de procesamiento de la sal y se convirtió en un técnico de la salinización, siendo ascendido en poco tiempo.

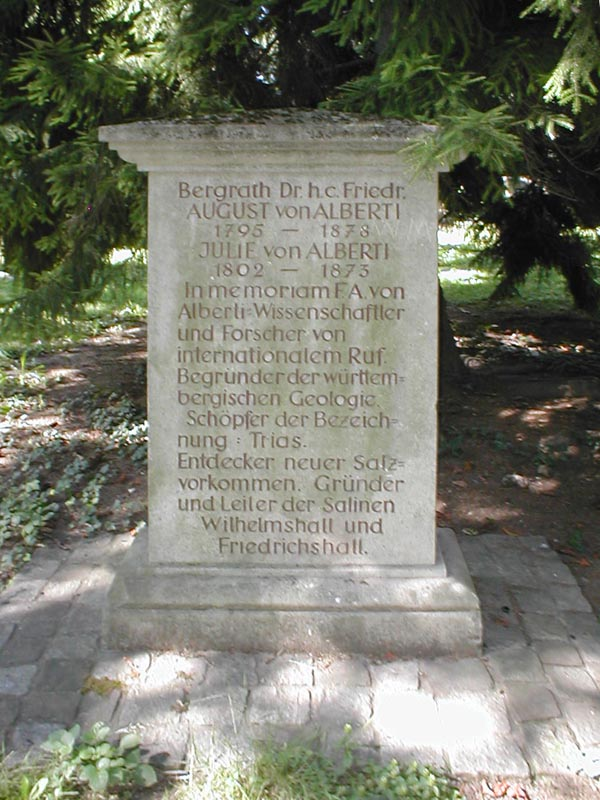
Lápida donde se halla Friedrich von Alberti, en Heilbronn.

En 1823, fue a Rottenmünster en busca de sal, y ocho meses más tarde, su proyecto tuvo éxito y la encontraron. Lo que lo hizo especial es que nunca nadie había podido pensar que en aquel lugar podría haber sal.
Von Alberti se compró una casa en Rottenmünster y vivió entre 1829 y 1853, trabajando para dos compañías de sal. Cuando se jubiló, se mudó a Heilbronn, donde consiguió un cargo como asesor, técnico de la sal, y geólogo. Poseía grandes habilidades para el gres y para la piedra calcárea. Descubrió que si se encuentra una combinación de estos dos tipos de roca en un lugar, siempre habría sal, y escribió multitud de libros sobre su experiencia en la detección y extracción de la misma.
Inventó un método de extracción de sal consistente en bombear agua dentro de la mina. Cuando el agua salada llegaba hasta la superficie, simplemente se esperaba a que se secara para después recoger la sal. 
La Universidad de Tubinga lo nombró Doctor Honoris Causa por sus éxitos en la industria salina. La ciudad le puso nombre a una calle en su honor.
La gente le tenía mucho en consideración gracias a su personalidad, su permanente alegría y el hecho de que era abierto y honesto con todo el mundo. Cuando murió, su familia permaneció en Rottweil.